# 皮宗石
皮宗石（1887年8月23日—1967年），字皓白，别号海环，湖南人，毕业于东京帝国大学、伦敦大学，中国近代法学家，曾担任湖南大学校长。

## 早年學習
1887年，皮宗石出生在湖南省长沙府东乡福临铺西冲皮家大屋的一个农民家。1903年，他公费留学日本，后毕业于东京帝国大学（今东京大学）。1905年，皮宗石加入中国同盟会。1912年，皮宗石与周鲠生、杨端六、任凯南等创办《汉口民国日报》，不久之后因为反对袁世凯而遭到查封。1916年，皮宗石远赴英国伦敦大学，学习经济学。

## 中年經歷
1920年，皮宗石回到中华民国，应蔡元培的邀请担任北京大学法学院教授兼图书馆馆长。
1927年8月，皮宗石到南京担任国民政府中央法制委员会委员，国民政府授官国立广东大学（今广东中山大学）筹备委员会委员。
1928年4月，皮宗石任国民政府司法部秘书长。9月，皮宗石担任国立武汉大学社会科学院教授、院长。1930年，皮宗石兼任法学院经济学系主任。1933年4月，皮宗石担任国立武汉大学教务长兼图书馆馆长。1934年10月，皮宗石兼任国立武汉大学法学院法律系主任。
1936年7月，皮宗石辞去国立武汉大学教务长职务，应邀担任湖南大学校长。1937年1月19日，湖南大學改為國立，教育部任命皮宗石為校長:5343。
1939年3月，皮宗石出席重庆第三次全国教育会议。1942年7月，皮宗石当选第三届国民参政会参政员。1945年5月，皮宗石担任国民政府教育部教育研究委员会委员。

## 晚年生活
1950年4月11日，中华人民共和国中央人民政府委员会第六次会议通过，皮宗石受命中南军政委员会财政经济委员会委员。
1954年，皮宗石担任湖北省政府参事、湖北省政协常委、中国国民党革命委员会中央团结委员会委员。
1956年，皮宗石到北京市出席全国政协会议。
1967年，皮宗石因患脑溢血在武汉二医院病逝。

## 家庭
皮宗石的夫人名叫杨淑君，两人通过包办婚姻结婚。